# Alcázar del Rey
Alcázar del Rey ist eine Gemeinde (Municipio) und ein Dorf mit 167 Einwohnern (Stand: 2024) in der Provinz Cuenca in der Autonomen Region Kastilien-La Mancha. 

## Lage
Alcázar del Rey liegt etwa 51 Kilometer westlich von Cuenca in einer Höhe von ca. 885 m. Durch die Gemeinde führt die Autovía A-40.

## Bevölkerungsentwicklung
| 1970 | 1981 | 1991 | 2001 | 2011 | 2021 |
| ---- | ---- | ---- | ---- | ---- | ---- |
| 465  | 344  | 283  | 242  | 192  | 141  |

## Sehenswürdigkeiten

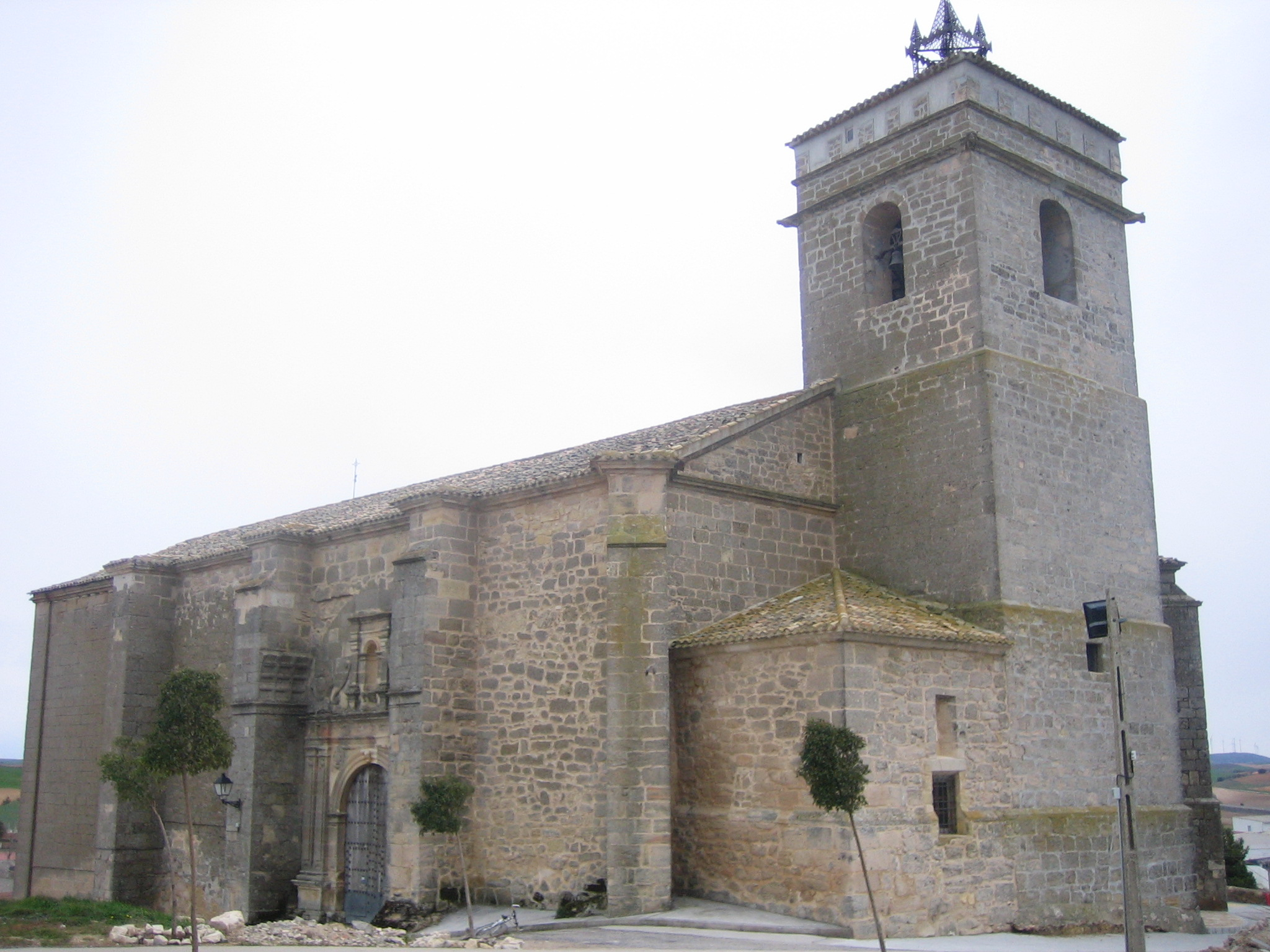
Dominikuskirche
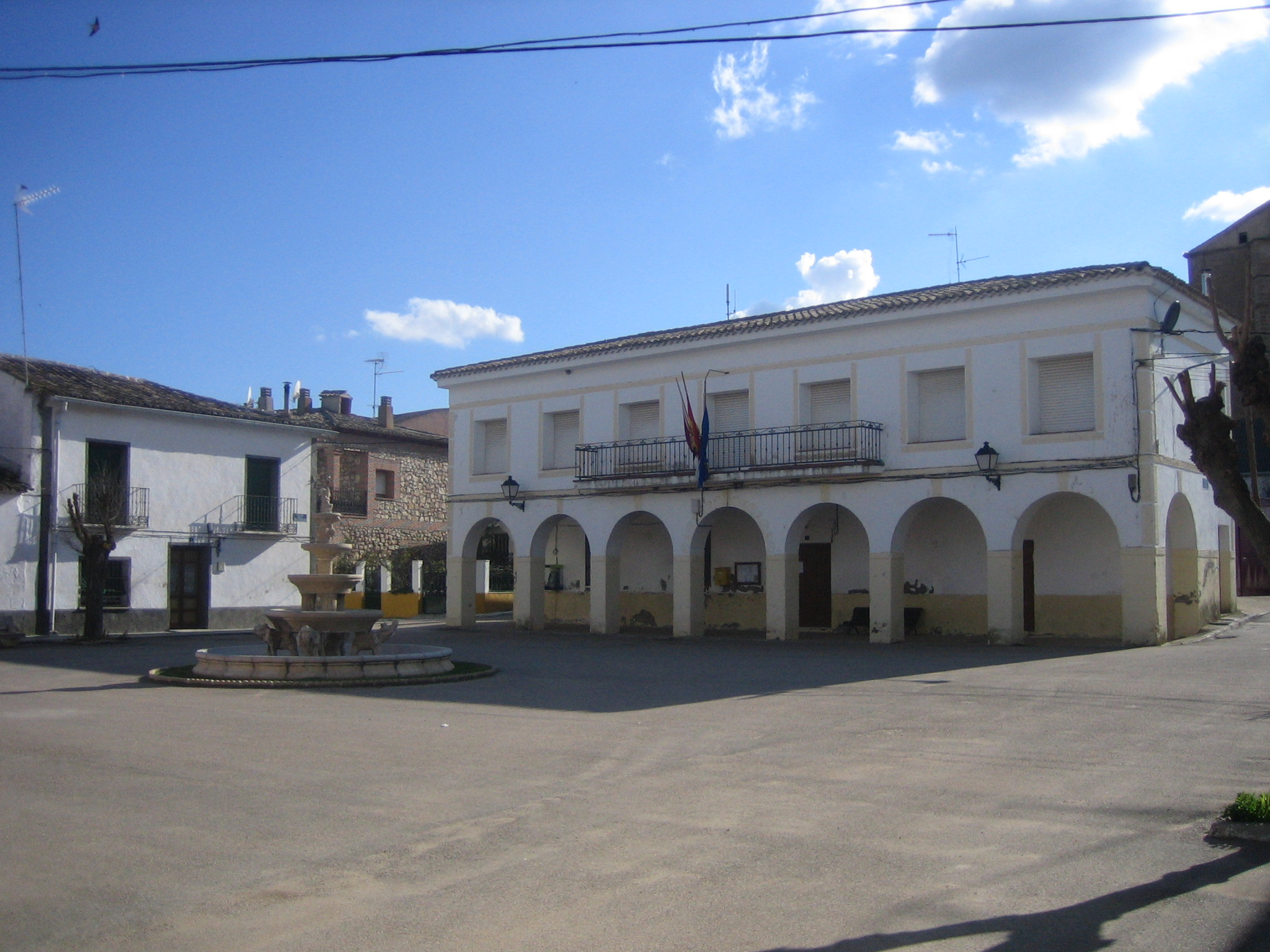
Rathaus

- Dominikuskirche
- Rathaus

## Persönlichkeiten
- Andrés Carrascosa Coso (* 1955), Erzbischof von Elo und Apostolischer Nuntius, ist hier aufgewachsen